# Episodi di The Lineup (prima stagione)
La prima stagione della serie televisiva The Lineup è andata in onda negli Stati Uniti dal 1º ottobre 1954 al 24 giugno 1955 sulla CBS.
| nº | Titolo originale           | Prima TV USA     |
| -- | -------------------------- | ---------------- |
| 1  | The Paisley Gang           | 1º ottobre 1954  |
| 2  | Hit and Run                | 8 ottobre 1954   |
| 3  | John Doe 37                | 15 ottobre 1954  |
| 4  | The Morgan Murder Case     | 22 ottobre 1954  |
| 5  | The Kenovak Murder Case    | 29 ottobre 1954  |
| 6  | Tappan and Long            | 5 novembre 1954  |
| 7  | The Finley Case            | 12 novembre 1954 |
| 8  | Cop Killer                 | 19 novembre 1954 |
| 9  | The Dunn Case              | 26 novembre 1954 |
| 10 | Mexican Bandit             | 3 dicembre 1954  |
| 11 | Cop Shooting               | 10 dicembre 1954 |
| 12 | The Davis Murder Case      | 17 dicembre 1954 |
| 13 | The Christmas Story        | 24 dicembre 1954 |
| 14 | Dial 116                   | 31 dicembre 1954 |
| 15 | Roberts Dress Shop Robbery | 7 gennaio 1955   |
| 16 | The Wildcat Case           | 14 gennaio 1955  |
| 17 | The Trussing Story         | 21 gennaio 1955  |
| 18 | The Submachine Gun Case    | 28 gennaio 1955  |
| 19 | The Danny Burke Case       | 4 febbraio 1955  |
| 20 | The Griswold Case          | 11 febbraio 1955 |
| 21 | The Paymaster Robbery      | 18 febbraio 1955 |
| 22 | The Sniper Case            | 25 febbraio 1955 |
| 23 | San Francisco Playboy      | 4 marzo 1955     |
| 24 | The Joseph Dorsey Case     | 11 marzo 1955    |
| 25 | Callow Car Stealing        | 18 marzo 1955    |
| 26 | Girl Safecrackers          | 25 marzo 1955    |
| 27 | The Ann Brennizer Case     | 1º aprile 1955   |
| 28 | One Man Crime              | 8 aprile 1955    |
| 29 | The Falling Out of Thieves | 15 aprile 1955   |
| 30 | The Mike Fielding Case     | 22 aprile 1955   |
| 31 | The Theater Robbery Case   | 29 aprile 1955   |
| 32 | The Assault Case           | 6 maggio 1955    |
| 33 | The Messenger Case         | 13 maggio 1955   |
| 34 | The Murphy Robbery Case    | 20 maggio 1955   |
| 35 | The Hacker Case            | 27 maggio 1955   |
| 36 | The Husky Slugger Case     | 3 giugno 1955    |
| 37 | The Keating Case           | 10 giugno 1955   |
| 38 | The Kasino Case            | 17 giugno 1955   |
| 39 | Shopwell Market Robberies  | 24 giugno 1955   |

## The Paisley Gang
- Prima televisiva: 1º ottobre 1954

### Trama
- Interpreti: Warner Anderson (detective Ben Guthrie), Tom Tully (ispettore Matt Grebb), Marshall Reed (ispettore Fred Asher), Joe Turkel (Jim Paisley), Paul Burke (Troy Kimball), Robert Cole (Willie Vance), Francis McDonald (Warner), Bill Walker (Earl Wallace), Lewis Martin (Ed Rakin - Gunshop Owner), Fred Sherman (Philip Bunwood - News Dealer), Richard H. Cutting (Angel), Clark Howat (poliziotto)

## Hit and Run
- Prima televisiva: 8 ottobre 1954

### Trama
- Interpreti: Warner Anderson (detective Ben Guthrie), Tom Tully (ispettore Matt Grebb), Marshall Reed (ispettore Fred Asher)

## John Doe 37
- Prima televisiva: 15 ottobre 1954

### Trama
- Interpreti: Warner Anderson (detective Ben Guthrie), Tom Tully (ispettore Matt Grebb), Marshall Reed (ispettore Fred Asher)

## The Morgan Murder Case
- Prima televisiva: 22 ottobre 1954

### Trama
- Interpreti: Warner Anderson (detective Ben Guthrie), Tom Tully (ispettore Matt Grebb), Marshall Reed (ispettore Fred Asher)

## The Kenovak Murder Case
- Prima televisiva: 29 ottobre 1954

### Trama
- Interpreti: Warner Anderson (detective Ben Guthrie), Tom Tully (ispettore Matt Grebb), Marshall Reed (ispettore Fred Asher)

## Tappan and Long
- Prima televisiva: 5 novembre 1954

### Trama
- Interpreti: Warner Anderson (detective Ben Guthrie), Tom Tully (ispettore Matt Grebb), Marshall Reed (ispettore Fred Asher), Gladys George (Gladys Knight), John Alvin (Kenny Tappan), Claude Akins (Ed Long), Emerson Treacy (Gunther), Paul Brinegar (Holdup Victim), Joseph Mell (agente di noleggio auto), Harry Hines (uomo in lineup), Harry Landers (uomo in lineup)

## The Finley Case
- Prima televisiva: 12 novembre 1954

### Trama
- Interpreti: Warner Anderson (detective Ben Guthrie), Tom Tully (ispettore Matt Grebb), Marshall Reed (ispettore Fred Asher), Ian Keith (Joseph Finley), Mae Clarke (Fay Seeley), Claude Akins (Roy Gilman), Harlan Warde (Borden - Desk Clerk), John Maxwell (dottor Gerson), George Keymas (Jack Hanley), Arthur Space (Claude Abrams)

## Cop Killer
- Prima televisiva: 19 novembre 1954

### Trama
- Interpreti: Warner Anderson (detective Ben Guthrie), Tom Tully (ispettore Matt Grebb), Marshall Reed (ispettore Fred Asher), Bill Kennedy ( della poliziaCapt. Leonard), Junius Matthews (Charlie Neeley), Ted Hecht (James Bolger), Joe Bailey (Shaw), Madge Kennedy (madre di Victim), Than Wyenn (Alex - Lineup Suspect)

## The Dunn Case
- Prima televisiva: 26 novembre 1954

### Trama
- Interpreti: Warner Anderson (detective Ben Guthrie), Tom Tully (ispettore Matt Grebb), Marshall Reed (ispettore Fred Asher), Kem Dibbs, George Wallace

## Mexican Bandit
- Prima televisiva: 3 dicembre 1954

### Trama
- Interpreti: Warner Anderson (detective Ben Guthrie), Tom Tully (ispettore Matt Grebb), Marshall Reed (ispettore Fred Asher)

## Cop Shooting
- Prima televisiva: 10 dicembre 1954

### Trama
- Interpreti: Warner Anderson (detective Ben Guthrie), Tom Tully (ispettore Matt Grebb), Marshall Reed (ispettore Fred Asher), William Murphy (Johnny Brocklin), Hugh Beaumont (Charles Lanski), John Maxwell (Doc Gerson), James Nusser (Willie Martin), Steven Ritch (Harris), John Bryant (Jack Lee), Sidney Clute (Casey's Bartender)

## The Davis Murder Case
- Prima televisiva: 17 dicembre 1954

### Trama
- Interpreti: Warner Anderson (detective Ben Guthrie), Tom Tully (ispettore Matt Grebb), Marshall Reed (ispettore Fred Asher), Craig Stevens, Hal Baylor

## The Christmas Story
- Prima televisiva: 24 dicembre 1954

### Trama
- Interpreti: Warner Anderson (detective Ben Guthrie), Tom Tully (ispettore Matt Grebb), Marshall Reed (ispettore Fred Asher), Richard Travis (Edward Patterson), John Close (William Grainley), Lois Moran (Mrs. Warner), Eve Miller (Mrs.Patterson)

## Dial 116
- Prima televisiva: 31 dicembre 1954

### Trama
- Interpreti: Warner Anderson (detective Ben Guthrie), Tom Tully (ispettore Matt Grebb), Marshall Reed (ispettore Fred Asher), Joseph Vitale, Natalie Norwick, Renny McEvoy

## Roberts Dress Shop Robbery
- Prima televisiva: 7 gennaio 1955

### Trama
- Interpreti: Warner Anderson (detective Ben Guthrie), Tom Tully (ispettore Matt Grebb), Marshall Reed (ispettore Fred Asher), Bill Pullen, Jean Willes

## The Wildcat Case
- Prima televisiva: 14 gennaio 1955

### Trama
- Interpreti: Warner Anderson (detective Ben Guthrie), Tom Tully (ispettore Matt Grebb), Marshall Reed (ispettore Fred Asher), Lyn Thomas, Leonard Freeman, Dennis Moore

## The Trussing Story
- Prima televisiva: 21 gennaio 1955

### Trama
- Interpreti: Warner Anderson (detective Ben Guthrie), Tom Tully (ispettore Matt Grebb), Marshall Reed (ispettore Fred Asher)

## The Submachine Gun Case
- Prima televisiva: 28 gennaio 1955

### Trama
- Interpreti: Warner Anderson (detective Ben Guthrie), Tom Tully (ispettore Matt Grebb), Marshall Reed (ispettore Fred Asher), Ric Roman, Parley Baer, Jil Jarmyn

## The Danny Burke Case
- Prima televisiva: 4 febbraio 1955

### Trama
- Interpreti: Warner Anderson (detective Ben Guthrie), Tom Tully (ispettore Matt Grebb), Marshall Reed (ispettore Fred Asher), James Bell, Jimmy Lydon, William Boyett

## The Griswold Case
- Prima televisiva: 11 febbraio 1955

### Trama
- Interpreti: Warner Anderson (detective Ben Guthrie), Tom Tully (ispettore Matt Grebb), Marshall Reed (ispettore Fred Asher), Bill Kennedy, William Phipps

## The Paymaster Robbery
- Prima televisiva: 18 febbraio 1955

### Trama
- Interpreti: Warner Anderson (detective Ben Guthrie), Tom Tully (ispettore Matt Grebb), Marshall Reed (ispettore Fred Asher), Jack Edwards (Fante)

## The Sniper Case
- Prima televisiva: 25 febbraio 1955

### Trama
- Interpreti: Warner Anderson (detective Ben Guthrie), Tom Tully (ispettore Matt Grebb), Marshall Reed (ispettore Fred Asher), Robert Pike, Joe Turkel, Mary Shipp, Bernadene Hayes

## San Francisco Playboy
- Prima televisiva: 4 marzo 1955

### Trama
- Interpreti: Warner Anderson (detective Ben Guthrie), Tom Tully (ispettore Matt Grebb), Marshall Reed (ispettore Fred Asher), Paul Baxley, James Best

## The Joseph Dorsey Case
- Prima televisiva: 11 marzo 1955

### Trama
- Interpreti: Warner Anderson (detective Ben Guthrie), Tom Tully (ispettore Matt Grebb), Marshall Reed (ispettore Fred Asher)

## Callow Car Stealing
- Prima televisiva: 18 marzo 1955

### Trama
- Interpreti: Warner Anderson (detective Ben Guthrie), Tom Tully (ispettore Matt Grebb), Marshall Reed (ispettore Fred Asher)

## Girl Safecrackers
- Prima televisiva: 25 marzo 1955

### Trama
- Interpreti: Warner Anderson (detective Ben Guthrie), Tom Tully (ispettore Matt Grebb), Marshall Reed (ispettore Fred Asher), Jesslyn Fax, Harry Harvey, Elizabeth Whitney, Donna Martell

## The Ann Brennizer Case
- Prima televisiva: 1º aprile 1955

### Trama
- Interpreti: Warner Anderson (detective Ben Guthrie), Tom Tully (ispettore Matt Grebb), Marshall Reed (ispettore Fred Asher), Virginia Gregg (Ann Brennizer), Lane Bradford (Johnny Tysano), Claire Meade (Mrs. Brennizer), Tim Graham ( della poliziaMedic Reyburn)

## One Man Crime
- Prima televisiva: 8 aprile 1955

### Trama
- Interpreti: Warner Anderson (detective Ben Guthrie), Tom Tully (ispettore Matt Grebb), Marshall Reed (ispettore Fred Asher), Arthur Space

## The Falling Out of Thieves
- Prima televisiva: 15 aprile 1955

### Trama
- Interpreti: Warner Anderson (detective Ben Guthrie), Tom Tully (ispettore Matt Grebb), Marshall Reed (ispettore Fred Asher), Bea Benaderet, Hugh Sanders, Malcolm Atterbury, John Phillips

## The Mike Fielding Case
- Prima televisiva: 22 aprile 1955

### Trama
- Interpreti: Warner Anderson (detective Ben Guthrie), Tom Tully (ispettore Matt Grebb), Marshall Reed (ispettore Fred Asher), Barbara Ruick (Peggy Kirby), Tim Graham (dottore)

## The Theater Robbery Case
- Prima televisiva: 29 aprile 1955

### Trama
- Interpreti: Warner Anderson (detective Ben Guthrie), Tom Tully (ispettore Matt Grebb), Marshall Reed (ispettore Fred Asher)

## The Assault Case
- Prima televisiva: 6 maggio 1955

### Trama
- Interpreti: Warner Anderson (detective Ben Guthrie), Tom Tully (ispettore Matt Grebb), Marshall Reed (ispettore Fred Asher), Jeanette Nolan (Mrs. Witkowski), Lane Nakano (Mr. Sukayamo), Eric Snowden (Mr. Benson), Tol Avery (James Wendry), Charles Maxwell (Fred - Lineup Suspect), Fred Sherman (dottore), Phil Tead (Mr. Doyle - Cafe Owner), Paul Wexler (Lineup Suspect)

## The Messenger Case
- Prima televisiva: 13 maggio 1955

### Trama
- Interpreti: Warner Anderson (detective Ben Guthrie), Tom Tully (ispettore Matt Grebb), Marshall Reed (ispettore Fred Asher), Mike Connors, Sammy Ogg

## The Murphy Robbery Case
- Prima televisiva: 20 maggio 1955

### Trama
- Interpreti: Warner Anderson (detective Ben Guthrie), Tom Tully (ispettore Matt Grebb), Marshall Reed (ispettore Fred Asher), Leon Askin (Adolph Berger), Robert Bray (Al Murphy), Jean Willes (Jane Anthony)

## The Hacker Case
- Prima televisiva: 27 maggio 1955

### Trama
- Interpreti: Warner Anderson (detective Ben Guthrie), Tom Tully (ispettore Matt Grebb), Marshall Reed (ispettore Fred Asher), Henry Slate

## The Husky Slugger Case
- Prima televisiva: 3 giugno 1955

### Trama
- Interpreti: Warner Anderson (detective Ben Guthrie), Tom Tully (ispettore Matt Grebb), Marshall Reed (ispettore Fred Asher), Robert J. Wilke, Hal Baylor, Jarl Victor

## The Keating Case
- Prima televisiva: 10 giugno 1955

### Trama
- Interpreti: Warner Anderson (detective Ben Guthrie), Tom Tully (ispettore Matt Grebb), Marshall Reed (ispettore Fred Asher)

## The Kasino Case
- Prima televisiva: 17 giugno 1955

### Trama
- Interpreti: Warner Anderson (detective Ben Guthrie), Tom Tully (ispettore Matt Grebb), Marshall Reed (ispettore Fred Asher), Georgia Ellis (Leigh Davis), James Best (Jim Kasino), Claudia Barrett (Madge Kasino), Dorothy Neumann (Mrs. Beth Maron), Mort Mills (Willie Kasino), Harlan Warde (poliziotto)

## Shopwell Market Robberies
- Prima televisiva: 24 giugno 1955

### Trama
- Interpreti: Warner Anderson (detective Ben Guthrie), Tom Tully (ispettore Matt Grebb), Marshall Reed (ispettore Fred Asher), Stanley Farrar, Del Courtney, Don Michaelian